# Mézières-au-Perche
Mézières-au-Perche is een plaats en voormalige gemeente in het Franse departement Eure-et-Loir in de regio Centre-Val de Loire en telt 136 inwoners (1999). De plaats maakt deel uit van het arrondissement Châteaudun.

## Geschiedenis
Op 1 januari 2018 is de gemeente samen met Bullou opgegaan in de aangrenzende gemeente Dangeau. Deze gemeente kreeg hierdoor de status van commune nouvelle maar de voormalige gemeenten kregen niet, zoals gebruikelijk, de status van commune déléguée.

## Geografie
De oppervlakte van Mézières-au-Perche bedraagt 6,1 km², de bevolkingsdichtheid is 22,3 inwoners per km².
De onderstaande kaart toont de ligging van Mézières-au-Perche met de belangrijkste infrastructuur en aangrenzende gemeenten.

## Demografie
Onderstaande figuur toont het verloop van het inwonertal (bron: INSEE-tellingen).

Bullou · Dangeau · Mézières-au-Perche